# Senjahopen
Senjahopen este o localitate din comuna Berg, provincia Troms, Norvegia, cu o suprafață de 0,31 km² și o populație de 265 locuitori (2013).